# Julian Wright
Julian Wright (Chicago Heights, 20 de maio de 1987) é um jogador norte-americano de basquete profissional que atuou na  National Basketball Association (NBA). Foi o número 13 do Draft de 2007.